# Kameralamt Waldsee
Das Kameralamt Waldsee war eine Einrichtung des Königreichs Württemberg, die im Amtsbezirk Besitz und Einkommen des Staates verwaltete. Es bestand von 1806 bis 1922 in Waldsee. Das Kameralamt wurde im Rahmen der Neuordnung der Staatsfinanzverwaltung im Königreich Württemberg geschaffen.

## Geschichte
Gemäß Verordnung vom 7. Juli 1807 wurden die Patrimonialämter Kißlegg-Wolfegg des Fürsten von Waldburg-Wolfegg, Kißlegg-Wurzach des Fürsten von Waldburg-Wurzach, Prassberg des Fürsten von Waldburg-Wolfegg, Waldburg-Zeil-Trauchburg des Fürsten von Zeil, Reute des Fürsten von Wolfegg, Tannheim des Grafen von Schaesberg, Waldburg-Waldsee des Fürsten von Wolfegg, Waldburg-Wolfegg des Fürsten von Wolfegg und Waldburg-Wurzach des Fürsten von Waldburg-Wurzach dem Kameralamt Waldsee zugeteilt.
Durch Verordnung vom 6. Juni 1819 hat das Kameralamt Waldsee
- an das Kameralamt Wangen abgetreten: Die Fürstlich Waldburg-Wolfegg'schen Orte St. Anna, Au, Bachmühle, Blöden, Bronnen, Bramberg, Burg, Eberharz, Eintürnen, Emethofen, Feld, Finken, Furtmühle, Furtmühleberg, Fridolz, Glaren, Holzmühle, Höldenbach, Höldenreuthe, Höhrmühle, Haslach, Halden, Immenried, Johlers, St. Johann, Kißlegg, Köhr, Kochs, Krumbach, Langenacker, Lautersee, Liebenried, Loretto, Löhle, Lanquanz, Menzlings, Mazenweiler, Oberreute, Oberriebgarten, Prenden, Pfaffenried, Pfenders, Ramhaus, Richlings, Roth, Raupertshofen, Rampertshofen, Samhof, Samisweiler, Schnurthausen, Sommershalden, Sommersried, Stadel, Staaß, Schnellen, Obertiefental, Untertiefental und Wiggenreute; ferner die Fürstlich Waldburg-Wurzach'schen Orte Aach, Aich, Argensee, Arisried, Bachhäusle, Bärenweiler, Fischenreute, Frohmühle, Goppertshofen, Gronholz, Häusern, Herroth, Hinterhub, Hintermoos, Hunau, Kaibach – Weiler, Kaibach – Dorf, Langenacker, Oberheid, Oberhorgen, Reute, Schömberg, Stolzensee, Unterheid, Unterriebgarten, Unterhorgen, Vorderhub, Vordermoos, Vogelherde, Wassenried, Wallmussried, Weilers, Weitershofen, Wolfgelz, Wuhrmühle und Zaisenhofen (Oberamt Wangen).
- von dem mit dem Kameralamt Wangen zu vereinigenden Kameralamt Leutkirch übernommen: Die Schultheißereien Haslach, Aichstetten, Altmannshofen, Diepoldshofen, Seibranz und Unterzeil mit Parzellen.

Gleichzeitig wurden die Forst- und Jagdgefälle der Reviere Altshausen, Baindt, Blitzenreute und Schussenried des Forstamts Altshausen sowie die Hoheitsgefälle in sämtlichen im Oberamt Saulgau gelegenen Orten des Hofkameralbezirks Altshausen übernommen.
Gemäß Verordnung vom 3. Mai 1828 hat das Kameralamt Waldsee von dem Kameralamt Ochsenhausen die zum Oberamtsbezirk Waldsee gehörigen Orte übernommen.
Durch Verfügung vom 19. Juni 1835 hat das Kameralamt Waldsee an das neu gebildete Kameralamt Schussenried die folgenden Schultheißerei-Bezirke abgetreten: Allmannsweiler, Altshausen, Bierstetten, Blönried, Boms, Bondorf, Ebenweiler, Ebersbach, Eichstegen, Fleischwangen, Geigelbach, Guggenhausen, Hochberg, Hoßkirch, Hüttenreute, Königseggwald, Lampertsweiler, Laubbach, Pfrungen, Renhardsweiler, Riedhausen, Schindelbach und Unterwaldhausen des Oberamts Saulgau sowie Michelwinnaden, Otterswang, Reichenbach, Schussenried, Stafflangen, Winterstettendorf, Winterstettenstadt und Ingoldingen des Oberamts Waldsee.
Laut Verordnung vom 6. März 1843 hat das Kameralamt Waldsee übernommen:
- vom Kameralamt Schussenried die Gemeinde Schindelbach mit Parzellen,
- vom Kameralamt Wangen die Parzelle Eintürnenberg,

sowie abgetreten:
- an das Kameralamt Schussenried die Gemeinden Musbach und Aulendorf mit Parzellen.

Gemäß Verfügung vom 18. Januar 1870 wurde das Nebenzollamt Waldsee mit dem dortigen Kameralamt vereinigt, welches seitdem die Bezeichnung Kameral- und Hauptsteueramt führte.
Durch Verfügung vom 28. Februar 1872 hat das Kameralamt Schussenried an das Kameralamt Waldsee die Gemeinden Aulendorf, Ingoldingen, Michelwinnaden, Otterswang, Schussenried, Steinhausen, Winterstettendorf, Winterstettenstadt sowie die Torfmeisterei Schussenried abgetreten.
Laut Verfügung vom 14. Dezember 1887 hat das Kameralamt Waldsee an das Kameralamt Leutkirch die Gemeinden Aichstetten, Altmannshausen, Diepoldshofen, Ellwangen, Gospoldshofen, Hauerz, Mooshausen, Reichenhofen, Seibranz und Wurzach abgetreten.